# Canotaje en los Juegos Suramericanos de 2014: K4 1000 m
La prueba de K4 1000m masculina en Santiago 2014 se llevó a cabo el 12 de marzo de 2014 en la Laguna de Curauma, Región de Valparaíso. Participaron en la prueba 5 equipos.

## Resultados
| Rank              | Calle | Nacionalidad | Equipo                                                           | Tiempo Total | Diferencia |
| ----------------- | ----- | ------------ | ---------------------------------------------------------------- | ------------ | ---------- |
| Medalla de oro    | 3     | Argentina    | Daniel Dal-Bo Juan Cáceres Gonzalo Carreras Pablo de Torres      | 2:49.800     |            |
| Medalla de plata  | 5     | Brasil       | Celso de Oliveira Edson Freitas Gilvan Ribeiro Vagner Souta      | 2:53.234     | +3.434     |
| Medalla de bronce | 4     | Venezuela    | Ray Acuña Omar Aquino Jesús Colmenares José Ramos                | 2:53.453     | +3.653     |
| 4                 | 7     | Chile        | Manuel Chacano René Susperreguy Jean Valdebenito Miguel Valencia | 2:54.469     | +4.669     |
| 5                 | 6     | Perú         | Miguel Gaona Etnan García David Gomringer Jerson Sifuentes       | 3:29.906     | +40.106    |